# Suroscillation
Pour les articles homonymes, voir Ringing (album).
Le terme suroscillation (ou ringing) désigne un dépassement de la valeur du signal, par rapport à celle qu'il doit prendre en régime établi, à la suite d'une transition rapide. Une oscillation amortie suit souvent ce dépassement.
On accepte parfois une suroscillation limitée dans le but d'améliorer le temps de réponse, comme dans le cas du VU-mètre, mais en général, elle n'est pas souhaitée.
En audio, elle affecte la qualité sonore.

## Électricité
Dans un circuit électrique, la suroscillation est une oscillation indésirable du courant ou de la tension. Elle survient lorsqu'une impulsion électrique entraîne une résonance à la fréquence caractéristique des capacitances et des inductances parasites du circuit, c'est-à-dire celles qui ne font pas partie de la conception, mais qui sont plutôt des sous-produits des matériaux composant le circuit. 
La réflexion d'un signal peut provoquer la suroscillation. Dans ce cas, il est possible d'atténuer l'effet par accord d'impédance.

## Audio
La suroscillation peut affecter l'équipement audio de plusieurs façons. Les amplificateurs audio peuvent produire de la suroscillation selon la manière dont ils ont été conçus. Cependant, les transitoires pouvant produire cette suroscillation surviennent rarement dans les signaux audio. 
Les transducteurs comme les microphones et haut-parleurs peuvent aussi surosciller. La suroscillation mécanique est plus préoccupante dans les haut-parleurs, car les masses en mouvement sont plus importantes et moins facilement amorties. Toutefois, sauf dans des cas extrêmes, elles demeurent difficiles à identifier audiblement. 
En audio numérique, la suroscillation peut aussi résulter de filtres comme les filtres anti-crénelage. Dans ce cas, la suroscillation se produit à la fois avant et après le transitoire.

## Vidéo
Dans les circuits vidéo, la suroscillation électrique produit des fantômes rapprochés et répétés de bords verticaux ou diagonaux là où la luminosité varie subitement, allant de gauche à droite. 
Dans un tube à rayons cathodiques, lorsque le faisceau d'électrons varie subitement en luminosité, il oscille quelques fois avant de se stabiliser au lieu de passer directement d'une intensité à une autre. Cette oscillation peut se produire n'importe où dans les composantes électroniques ou le câblage. Elle est souvent causée ou accentuée par un réglage trop élevé du contrôle de netteté (« détail ») de l'image.

## Traitement du signal
En traitement du signal, le terme de suroscillation réfère souvent à des signaux parasite près des transitions abruptes. On les rencontre notamment dans la compression JPEG et sous forme de pré-écho dans la compression audio. 